# Villedieu (Cantal)
Pour les articles homonymes, voir Villedieu.
Villedieu est une commune française située dans le département du Cantal, en région Auvergne-Rhône-Alpes.

## Géographie

### Situation
La commune de Villedieu, traversée par le 45e parallèle nord, est de ce fait située à égale distance du pôle Nord et de l'équateur terrestre (environ 5 000 km).
Les habitants du village de Villedieu vivent sur une superficie totale de 19 km2 avec une densité de 30 hab./km2 et une moyenne d’altitude de 940 m.
Villedieu est située au sud-ouest de Saint-Flour. Placée au cœur du Massif central, Villedieu se trouve entre le Caldaguès et la planèze de Saint-Flour, haut plateau formé par l'ancien volcan du Cantal. Les communes voisines sont Saint-Flour, Roffiac, Tanavelle, Les Ternes, Sériers et Alleuze. Elle est traversée par le ruisseau des Ternes.

### Communes limitrophes
Les communes limitrophes sont Alleuze, Roffiac, Saint-Flour, Tanavelle, Les Ternes et Neuvéglise-sur-Truyère.
| Roffiac, Tanavelle     |           | Saint-Flour |
| Les Ternes             | Villedieu |             |
| Neuvéglise-sur-Truyère |           | Alleuze     |

### Climat
Pour des articles plus généraux, voir Climat d'Auvergne-Rhône-Alpes et Climat du Cantal.
En 2010, le climat de la commune est de type climat des marges montargnardes, selon une étude du CNRS s'appuyant sur une série de données couvrant la période 1971-2000. En 2020, Météo-France publie une typologie des climats de la France métropolitaine dans laquelle la commune est exposée à un climat de montagne ou de marges de montagne et est dans une zone de transition entre les régions climatiques « Ouest et nord-ouest du Massif Central » et « Nord-est du Massif Central ».
Pour la période 1971-2000, la température annuelle moyenne est de 8,2 °C, avec une amplitude thermique annuelle de 15,6 °C. Le cumul annuel moyen de précipitations est de 835 mm, avec 10 jours de précipitations en janvier et 6,8 jours en juillet. Pour la période 1991-2020, la température moyenne annuelle observée sur la station météorologique de Météo-France la plus proche, sur la commune de Saint-Flour à 5 km à vol d'oiseau, est de 8,8 °C et le cumul annuel moyen de précipitations est de 800,3 mm,. Pour l'avenir, les paramètres climatiques de la commune estimés pour 2050 selon différents scénarios d'émission de gaz à effet de serre sont consultables sur un site dédié publié par Météo-France en novembre 2022.

## Urbanisme

### Typologie
Au 1er janvier 2024, Villedieu est catégorisée commune rurale à habitat dispersé, selon la nouvelle grille communale de densité à 7 niveaux définie par l'Insee en 2022.
Elle est située hors unité urbaine. Par ailleurs la commune fait partie de l'aire d'attraction de Saint-Flour, dont elle est une commune de la couronne,. Cette aire, qui regroupe 36 communes, est catégorisée dans les aires de moins de 50 000 habitants,.

### Occupation des sols
L'occupation des sols de la commune, telle qu'elle ressort de la base de données européenne d’occupation biophysique des sols Corine Land Cover (CLC), est marquée par l'importance des territoires agricoles (83,8 % en 2018), une proportion sensiblement équivalente à celle de 1990 (84,4 %). La répartition détaillée en 2018 est la suivante : 
prairies (50,8 %), zones agricoles hétérogènes (31,6 %), forêts (12 %), zones urbanisées (2,4 %), milieux à végétation arbustive et/ou herbacée (1,7 %), terres arables (1,4 %). L'évolution de l’occupation des sols de la commune et de ses infrastructures peut être observée sur les différentes représentations cartographiques du territoire : la carte de Cassini (XVIIIe siècle), la carte d'état-major (1820-1866) et les cartes ou photos aériennes de l'IGN pour la période actuelle (1950 à aujourd'hui).

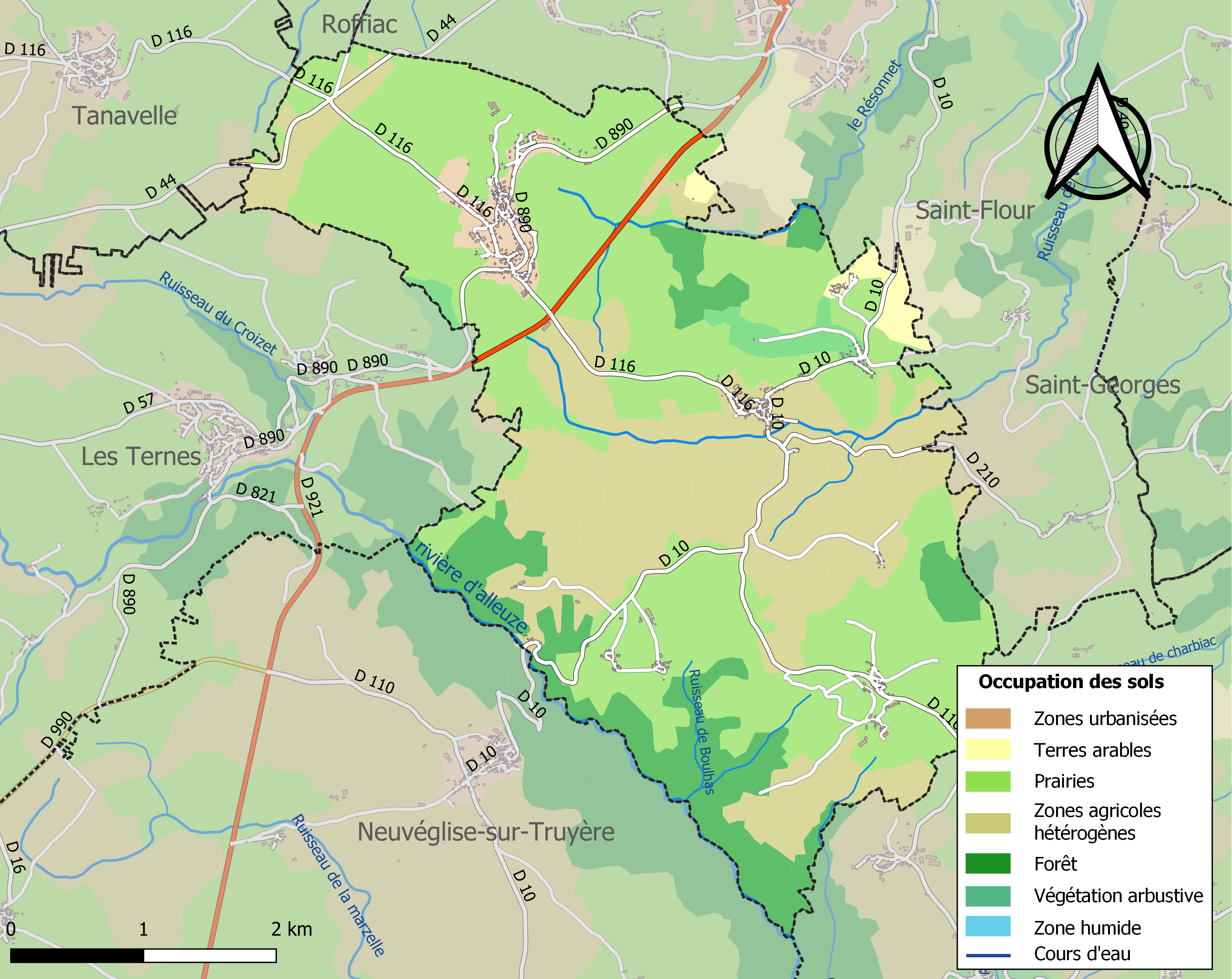
Carte des infrastructures et de l'occupation des sols de la commune en 2018 (CLC).

### Habitat et logement
En 2018, le nombre total de logements dans la commune était de 296, alors qu'il était de 274 en 2013 et de 260 en 2008.
Parmi ces logements, 77,7 % étaient des résidences principales, 15,4 % des résidences secondaires et 6,9 % des logements vacants. Ces logements étaient pour 92,5 % d'entre eux des maisons individuelles et pour 7,5 % des appartements.
Le tableau ci-dessous présente la typologie des logements à Villedieu en 2018 en comparaison avec celle du Cantal et de la France entière. Une caractéristique marquante du parc de logements est ainsi une proportion de résidences secondaires et logements occasionnels (15,4 %) inférieure à celle du département (20,4 %) mais supérieure à celle de la France entière (9,7 %). Concernant le statut d'occupation de ces logements, 88,1 % des habitants de la commune sont propriétaires de leur logement (88,7 % en 2013), contre 70,4 % pour le Cantal et 57,5 pour la France entière.
| Typologie                                               | Villedieu | Cantal | France entière |
| ------------------------------------------------------- | --------- | ------ | -------------- |
| Résidences principales (en %)                           | 77,7      | 67,7   | 82,1           |
| Résidences secondaires et logements occasionnels (en %) | 15,4      | 20,4   | 9,7            |
| Logements vacants (en %)                                | 6,9       | 11,9   | 8,2            |

### Voies de communication et transports
- D 10 (Alleuze - Villedieu - Saint-Flour)
- D 210
- D 116
- Les gares les plus proches de Villedieu se trouvent à Saint-Flour (4,81 kilomètres), Neussargues-Moissac (15,23 kilomètres) et Murat (19,39 kilomètres).

## Toponymie
Les habitants de Villedieu sont appelés les Villadéens.

## Histoire
Par ordonnance royale du 11 février 1824, les villages de Vibrezac, Auzolles, Piniergue et Le Buisson furent détachés de la commune d'Alleuze au profit de celle de Villedieu.

## Politique et administration
La commune fait partie de Saint-Flour Communauté.
| Période                                  | Période  | Identité         | Étiquette | Qualité |
| ---------------------------------------- | -------- | ---------------- | --------- | --- |
| Les données manquantes sont à compléter. |          |                  |           | |
|                                          |          |                  |           | |
| mars 2001                                | mai 2020 | Gérard Salat     | PS        | Retraité de l'enseignement Conseiller général du canton de Saint-Flour-Sud (2008-2015) Conseiller départemental du canton de Saint-Flour-2 (2015-2021) |
| mai 2020                                 | En cours | Yolande Chassang |           | |

## Population et société

### Démographie

#### Évolution démographique
L'évolution du nombre d'habitants est connue à travers les recensements de la population effectués dans la commune depuis 1793. Pour les communes de moins de 10 000 habitants, une enquête de recensement portant sur toute la population est réalisée tous les cinq ans, les populations de référence des années intermédiaires étant quant à elles estimées par interpolation ou extrapolation. Pour la commune, le premier recensement exhaustif entrant dans le cadre du nouveau dispositif a été réalisé en 2007.

En 2022, la commune comptait 544 habitants, en évolution de −0,91 % par rapport à 2016 (Cantal : −1,08 %, France hors Mayotte : +2,11 %).
| 1793 | 1800 | 1806 | 1821 | 1831 | 1836 | 1841 | 1846 | 1851 |
| ---- | ---- | ---- | ---- | ---- | ---- | ---- | ---- | ---- |
| 438  | 480  | 509  | 497  | 584  | 643  | 600  | 566  | 531  |

| 1856 | 1861 | 1866 | 1872 | 1876 | 1881 | 1886 | 1891 | 1896 |
| ---- | ---- | ---- | ---- | ---- | ---- | ---- | ---- | ---- |
| 510  | 504  | 495  | 488  | 518  | 527  | 602  | 604  | 606  |

| 1901 | 1906 | 1911 | 1921 | 1926 | 1931 | 1936 | 1946 | 1954 |
| ---- | ---- | ---- | ---- | ---- | ---- | ---- | ---- | ---- |
| 609  | 603  | 618  | 525  | 519  | 554  | 571  | 474  | 449  |

| 1962 | 1968 | 1975 | 1982 | 1990 | 1999 | 2006 | 2007 | 2012 |
| ---- | ---- | ---- | ---- | ---- | ---- | ---- | ---- | ---- |
| 416  | 413  | 405  | 463  | 501  | 515  | 529  | 531  | 525  |

| 2017 | 2022 | - | - | - | - | - | - | - |
| ---- | ---- | - | - | - | - | - | - | - |
| 556  | 544  | - | - | - | - | - | - | - |

#### Pyramide des âges
La population de la commune est relativement jeune. En 2018, le taux de personnes d'un âge inférieur à 30 ans s'élève à 31,1 %, soit un taux supérieur à la moyenne départementale (27,0 %). Le taux de personnes d'un âge supérieur à 60 ans (24,5 %) est inférieur au taux départemental (35,5 %).
En 2018, la commune comptait 283 hommes pour 280 femmes, soit un taux de 50,27 % d'hommes, supérieur au taux départemental (48,87 %).
Les pyramides des âges de la commune et du département s'établissent comme suit :
| Hommes | Classe d’âge | Femmes |
| ------ | ------------ | ------ |
| 0,7    | 90 ou +      | 1,4    |
| 4,3    | 75-89 ans    | 5,8    |
| 19,4   | 60-74 ans    | 17,4   |
| 27,3   | 45-59 ans    | 25,6   |
| 18,6   | 30-44 ans    | 17,3   |
| 12,9   | 15-29 ans    | 13,4   |
| 16,8   | 0-14 ans     | 19,1   |

| Hommes | Classe d’âge | Femmes |
| ------ | ------------ | ------ |
| 1,2    | 90 ou +      | 3,1    |
| 10,1   | 75-89 ans    | 13,5   |
| 22,9   | 60-74 ans    | 22,6   |
| 21,8   | 45-59 ans    | 20,5   |
| 16,1   | 30-44 ans    | 15,2   |
| 13,8   | 15-29 ans    | 11,9   |
| 14,2   | 0-14 ans     | 13,3   |

### Manifestations culturelles et festivités
Tous les deuxièmes dimanches du mois d'octobre, le village de Villedieu met à la fête la pomme de terre, lors d'une manifestation annuelle où sont exposées et mises en vente plus de 200 variétés de pomme de terre. Cette fête met au jour une autre particularité agricole de la commune qu'est la culture de la pomme de terre.

## Économie
Une des particularités de Villedieu réside dans la taille de pierre et la marbrerie. En effet le village regroupe trois usines de taille, principalement de basalte (ou « pierre de lave »), emblématique de la région, mais aussi de grès et de granit. Les carrières de lave (basalte), exploitées depuis plus de trente ans, sont accessibles aux visites.

## Culture locale et patrimoine

### Lieux et monuments
- Église Notre-Dame-de-la-Nativité : classée au titre des monuments historiques en 1840[17], elle s'élève au centre du bourg. De style gothique, l'église de Villedieu est construite en pierre de lave (basalte).
- Une source dite miraculeuse se trouve sous l'église, accessible à qui veut la boire, son eau donnerait force et vigueur.
- Château de Villedieu : totalement disparu ; il fut élevé au village du Buisson mais détruit lors de la Révolution.
- Dolmen de la Tombe du Capitaine, à proximité du bourg, ainsi que les menhirs de Pierre Levée 1 et 2.
- Salle municipale Marguerite-Chansel, inaugurée en janvier 2006. Le 25 juillet 2008, Alain Marleix était présent pour l'inauguration des travaux de restauration.

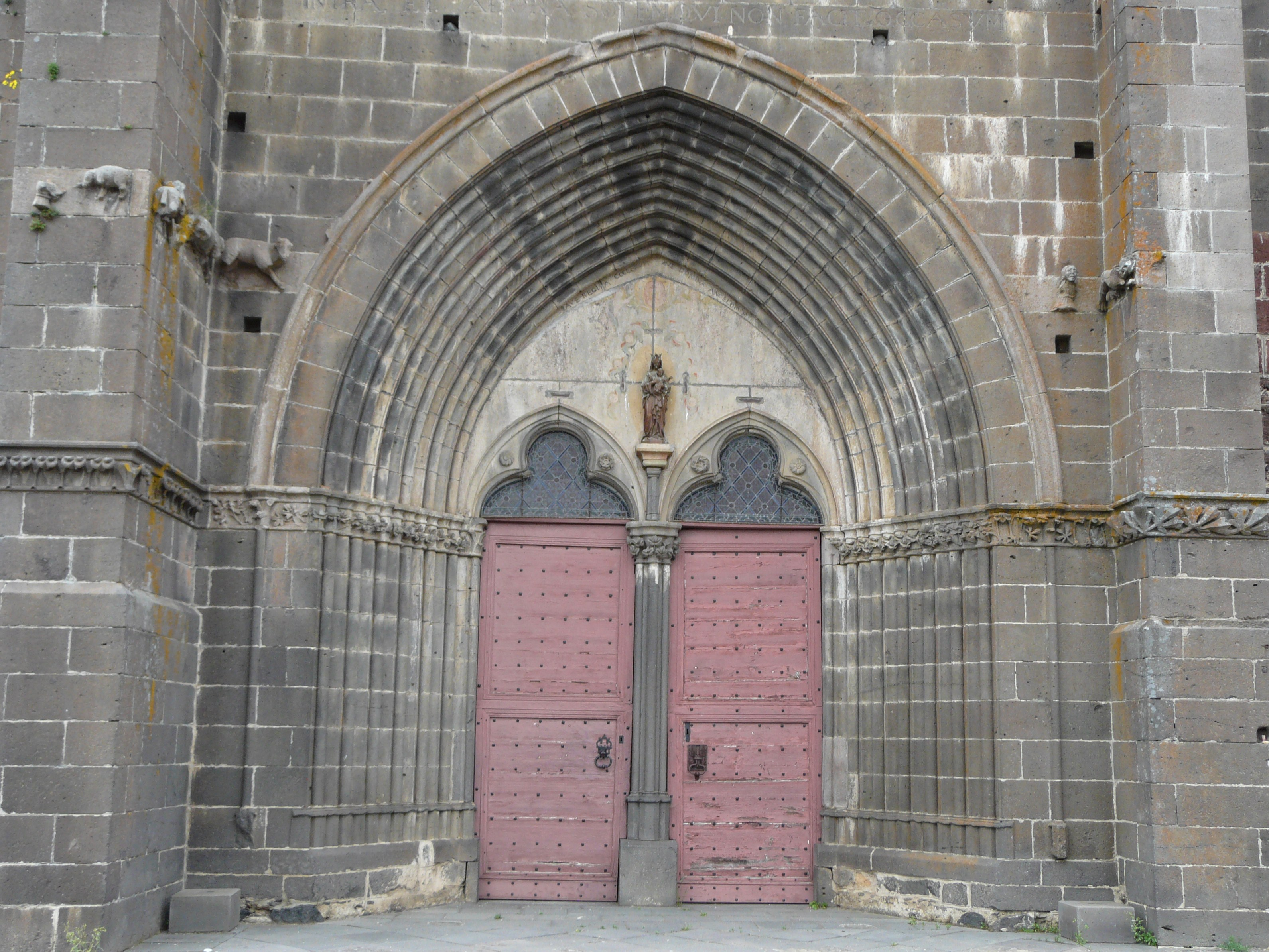
Le portail de l'église.
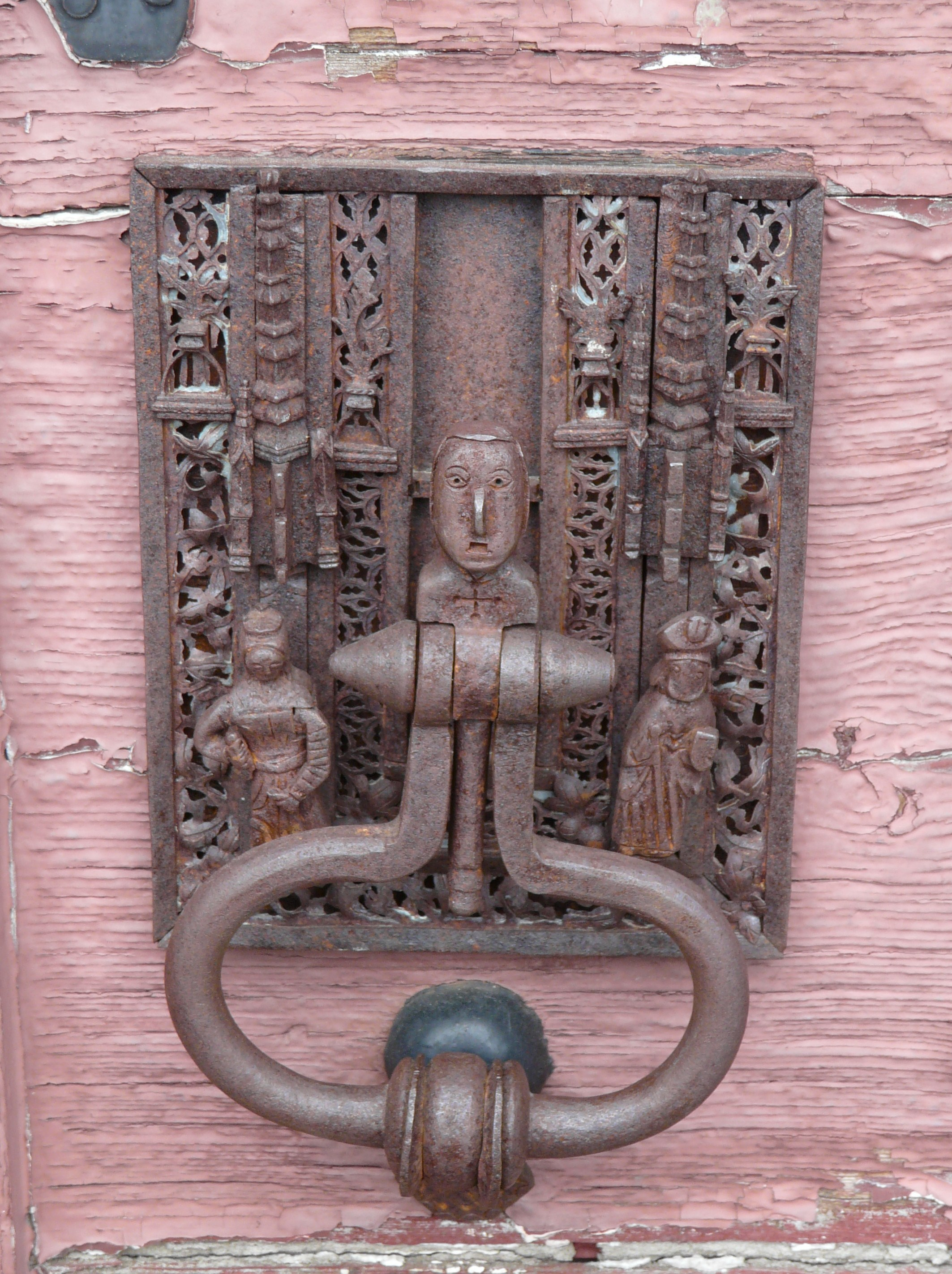
La serrure ouvragée (XVe et XVIe siècles) du portail.
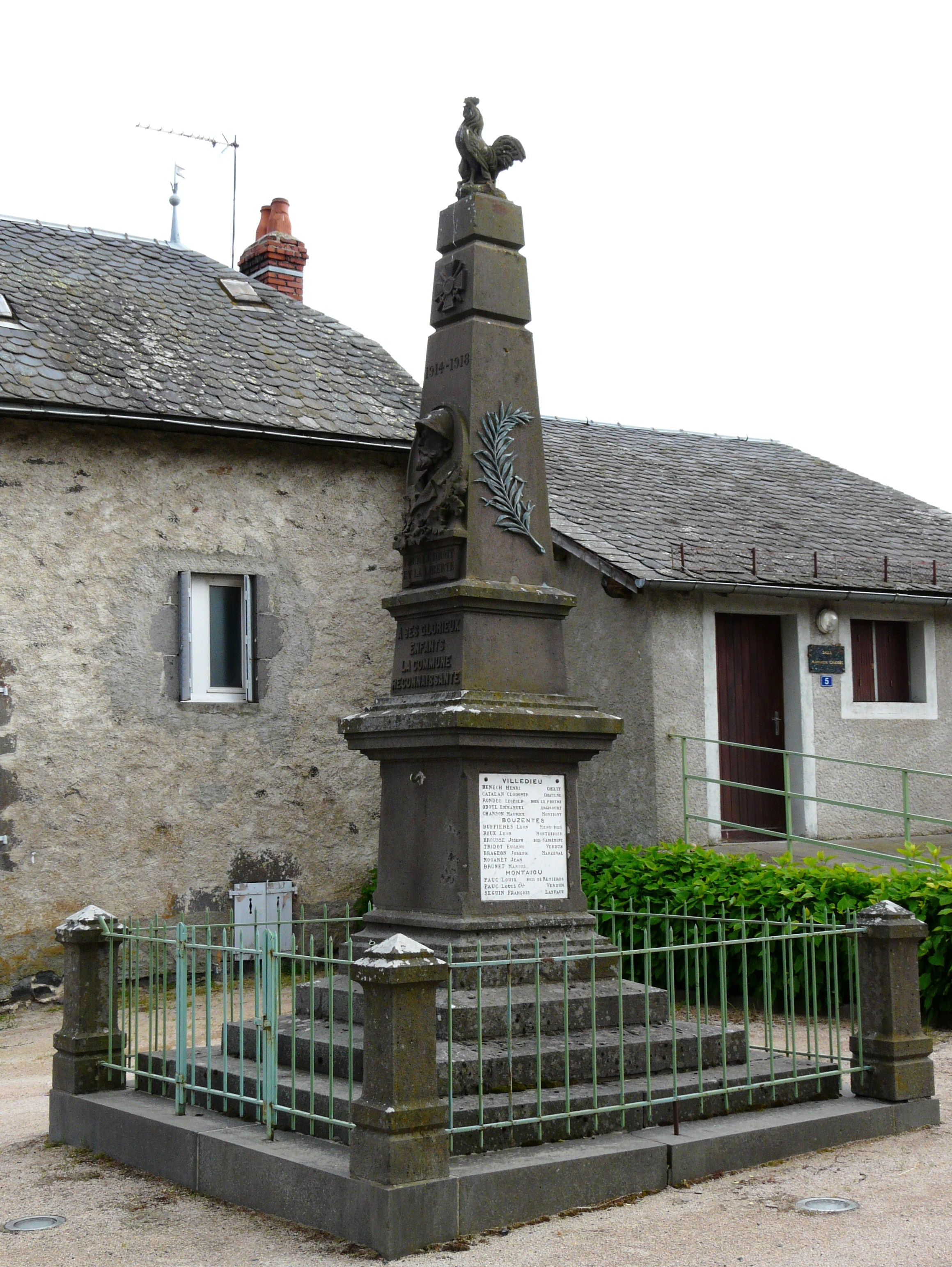
Le monument aux morts.

### Personnalités liées à la commune
- Marguerite Chansel, fondatrice du club Le Lien (3e âge).